# Башня JPMorgan Chase
Башня JP Morgan Chase в Хьюстоне имеет высоту 305 метров. Это высочайшее здание в штате Техас и высочайшее 5-угольное здание в мире.
Башня была построена в центре Хьюстона в 1981 году в качестве коммерческого центра. Это здание спроектировано известным архитектором I.M. Pei & Partners. По окончании строительства здание превзошло по высоте Aon Center в Лос-Анджелесе и стало высочайшим сооружением к западу от Миссисипи. И лишь в 1990 году был построен небоскрёб U.S. Bank Tower, превосходивший по высоте JP Morgan Chase Tower. По высоте 48-е здание в мире.
В здании расположена площадка для наблюдений на уровне 60-го этажа (открыта для свободного доступа с 8:00 до 17:00 с понедельника по пятницу)

## Расположение
Башня была построена в даунтауне Хьюстона по адресу 600 Travis Street в 1981 году. Когда здание было построено, оно стало 8-м по высоте в мире. Планировалось построить здание в 80 этажей, однако из-за близости аэропорта к центру города здание построили высотой в 75 этажей. Здание строилось компаниями «Texas Commerce Bank» и «Khalid bin Mahfouz» совместно.
После окончания строительства здание превзошло по высоте Aon Center в Лос-Анджелесе. До строительства U.S. Bank Tower, было самым высоким зданием к западу от Миссисипи. В холле здания очень светло и просторно, так как его 5 этажей состоят из стекла, поддерживаемого стальными конструкциями изнутри.